# Ráfales
Ráfales (en catalán Ràfels) es un municipio y localidad española de la provincia de Teruel, en la comunidad autónoma de Aragón. El término municipal, ubicado en la comarca de Matarraña, tiene una población de 149 habitantes (INE 2024).

## Toponimia
Según Miguel Asín Palacios, el nombre de la localidad procede del árabe raḥl (رحل), que significa parador, alquería, masía. El topónimo en catalán es Ràfels, que es el que consta en la ley de comarcalización de 2002. No obstante, en otras fuentes el nombre es Ráfales, como consta en el Nomenclátor de Aragón 2023 por comarcas, en el Mapa del Instituto Geográfico Nacional, en la ficha de la Diputación de Teruel y en la documentación del propio ayuntamiento de la localidad.

## Geografía
El clima es mediterráneo de tendencia continental. Predominan los pinos, matorrales y otras especies que se pueden visitar en el jardín botánico del pueblo. La temperatura media anual es de 12,6° y la precipitación anual, 450 mm.

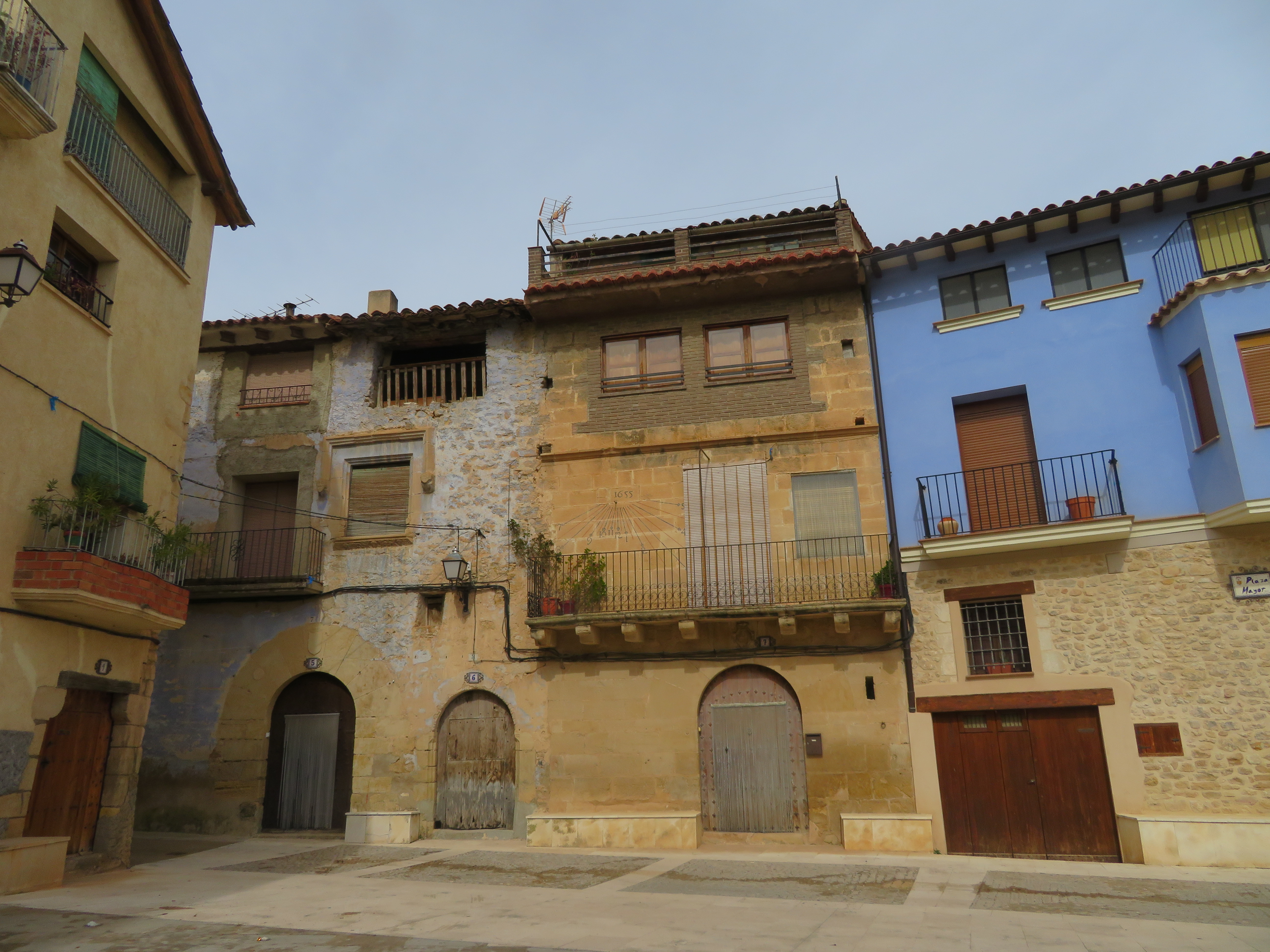
Plaza mayor

Integrado en la comarca de Matarraña, se sitúa a 168 km de la capital provincial, Teruel. El término municipal lo cruzan la carretera nacional N-232 entre los pK 102 y 105, y una carretera local, TE-V-3005, que se dirige hacia La Portellada. 
El relieve del municipio es abrupto, con montes y barrancos entre las elevaciones de la sierra de la Viñas. El río Tastavins hace de límite con el municipio de Fuentespalda. La altitud va de los 968 m al sur (pico La Molinera) en el límite con Monroyo, a los 510 m a orillas del río Tastavins. El centro del pueblo está a una altitud de 627 m sobre el nivel del mar. Ráfales municipio limita con los términos municipales de Fórnoles, La Portellada, La Cerollera, Fuentespalda y Monroyo. 

### Clima
En Ráfales, los veranos son cortos, calurosos y mayormente despejados; los inviernos son largos, muy frío, ventosos y parcialmente nublados y está seco durante todo el año. Durante el transcurso del año, la temperatura generalmente varía de -1 °C a 29 °C y rara vez baja a menos de -6 °C o sube a más de 33 °C. La temporada de nieve del año dura 2,8 semanas, del 25 de diciembre al 13 de enero, con una precipitación de nieve de por lo menos 25 mm en un intervalo móvil de 31 días. El mes con más nieve en Ráfales es enero, con una precipitación de nieve promedio de 22 mm.

## Historia y patrimonio

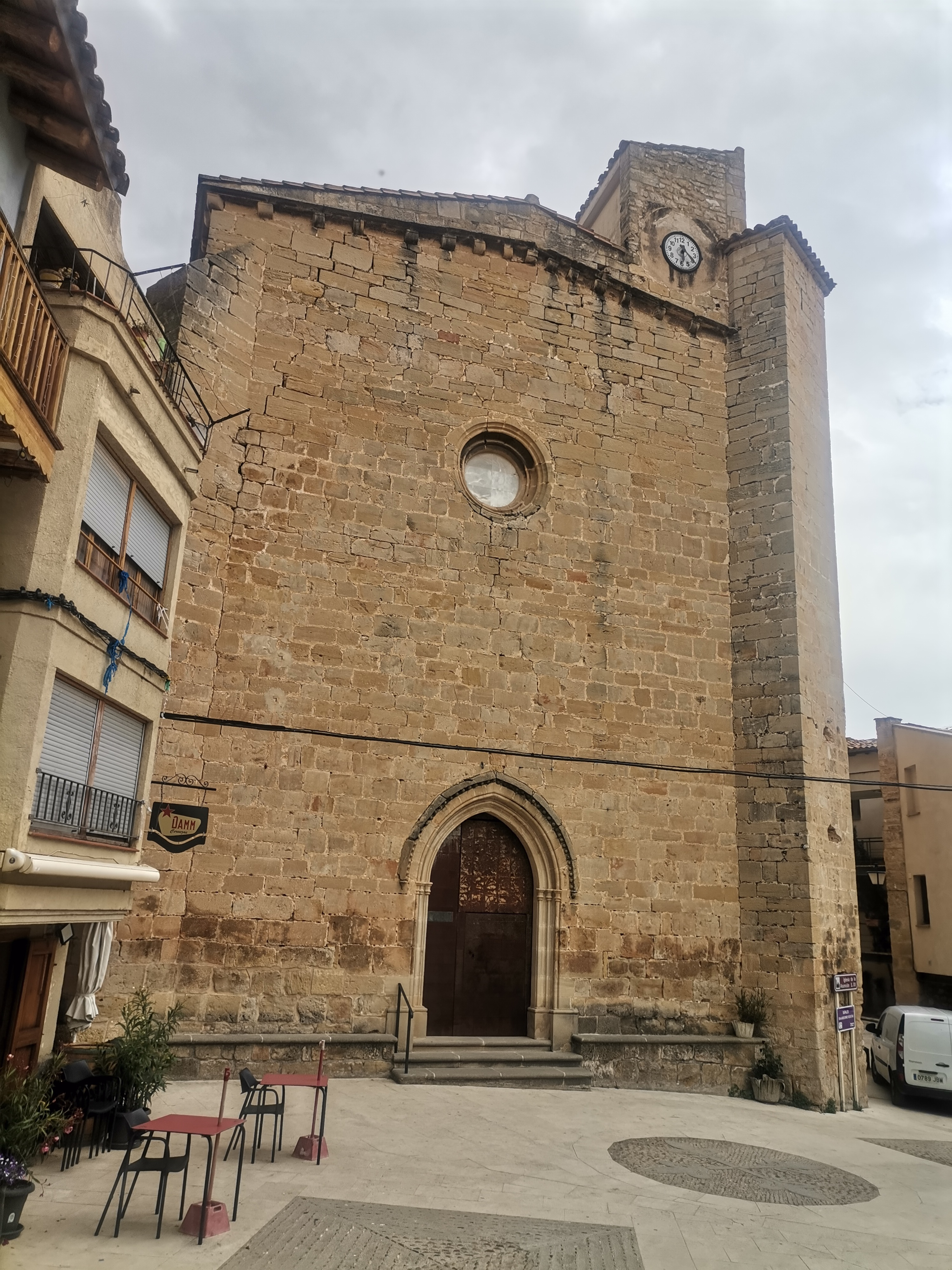
Iglesia de la Asunción

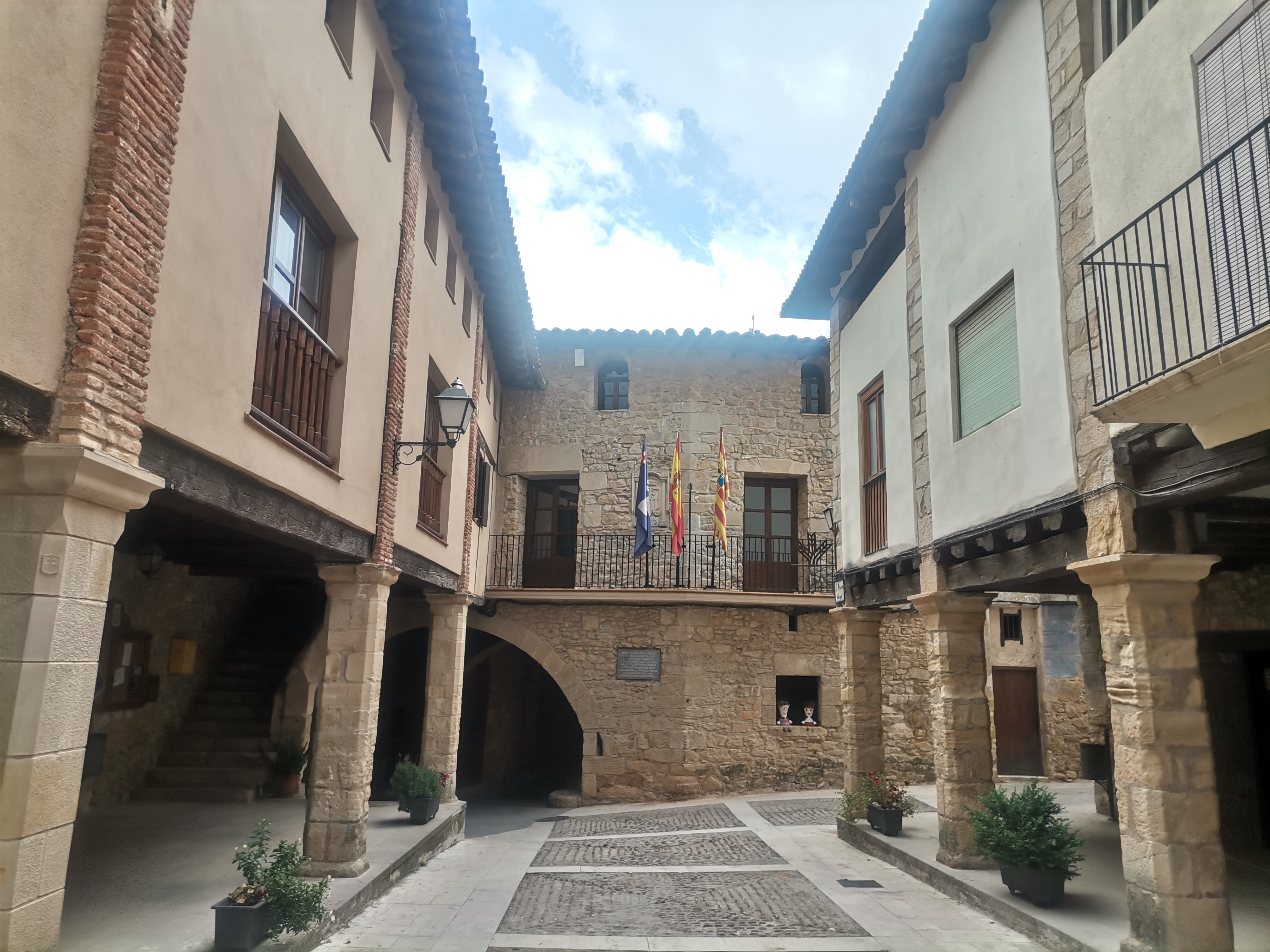
Ayuntamiento de Ráfales

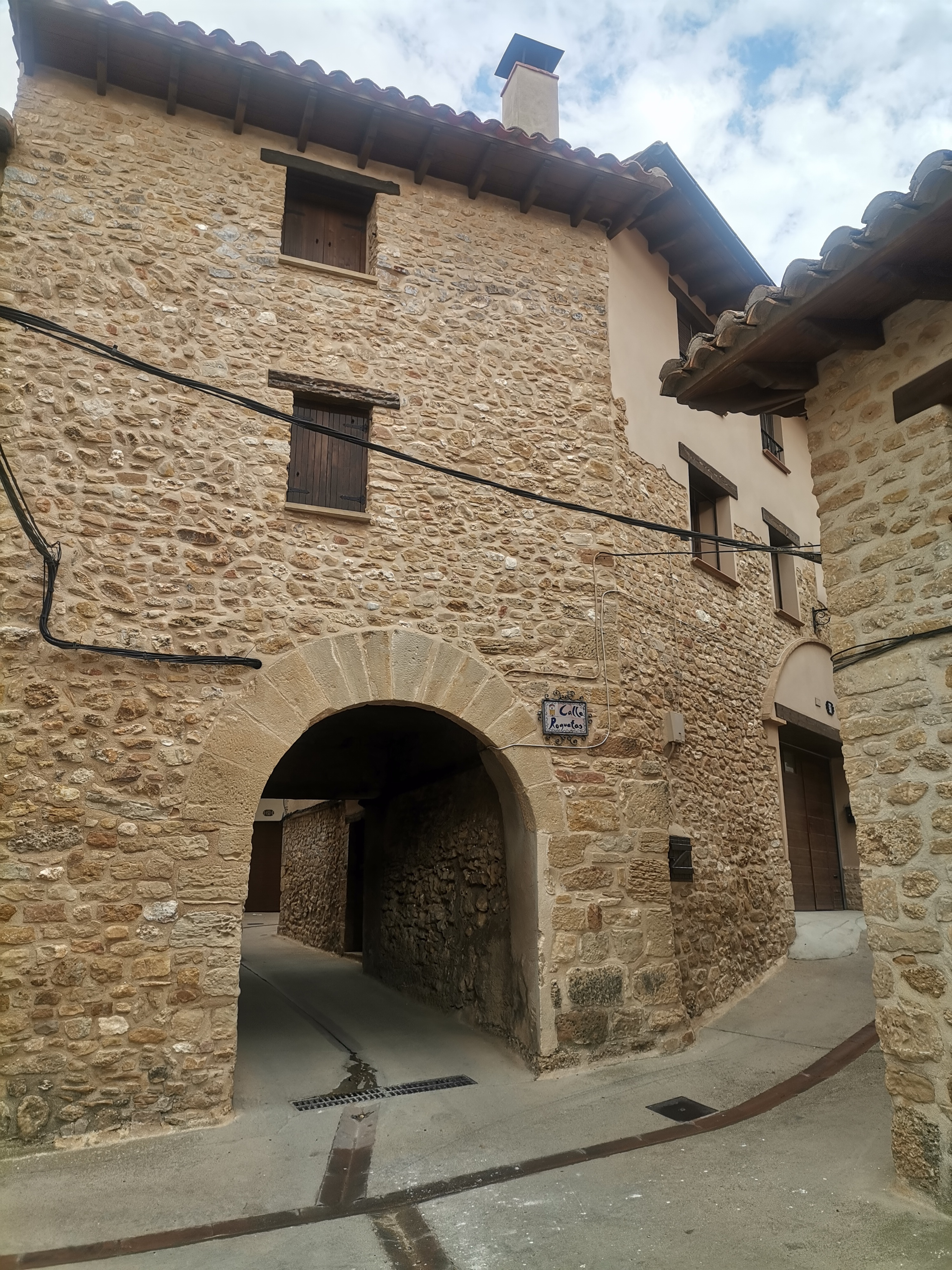
Pasadizo de calle Roquetas

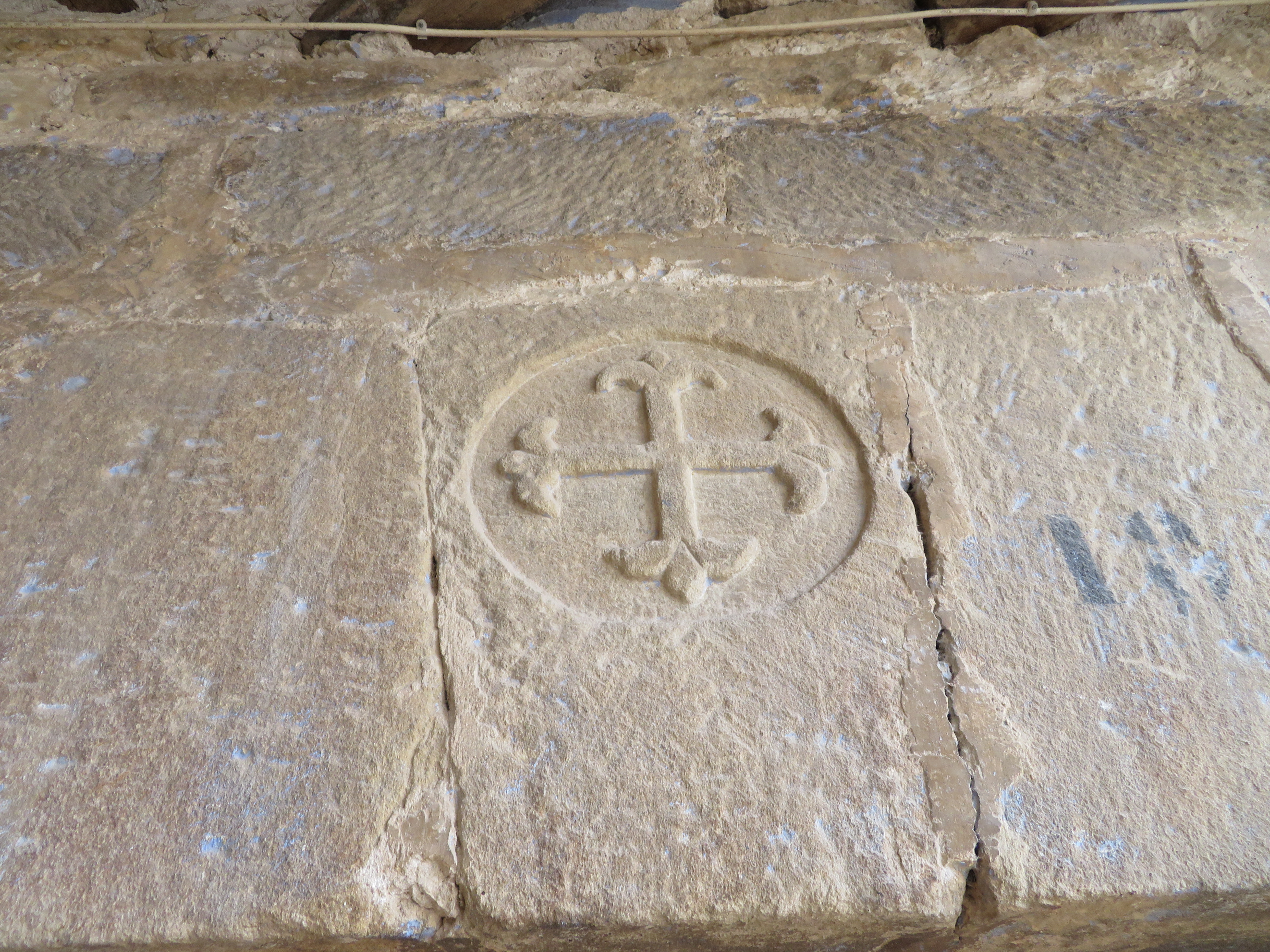
Orden de Calatrava

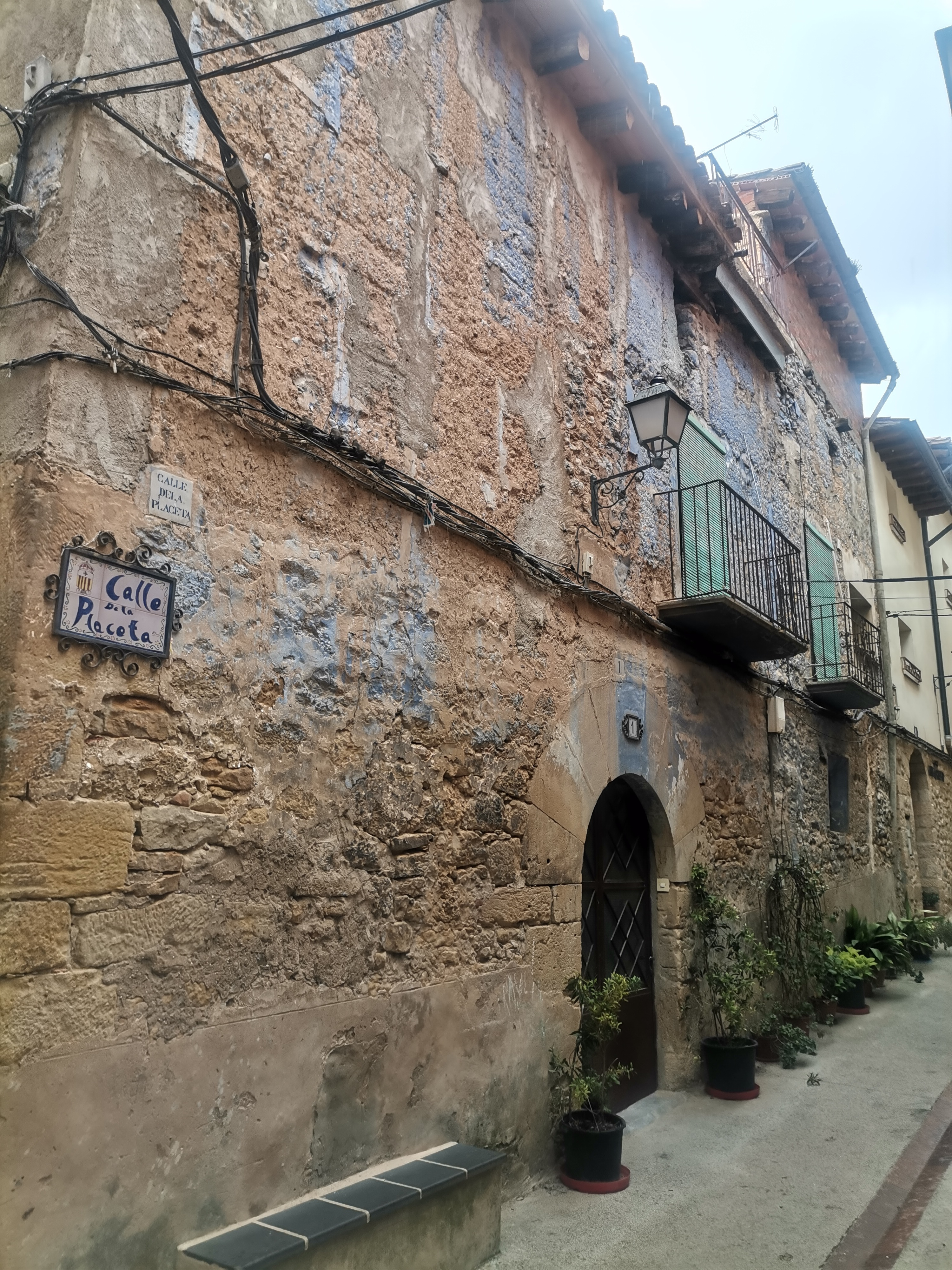
Antigua casona en la calle Placeta

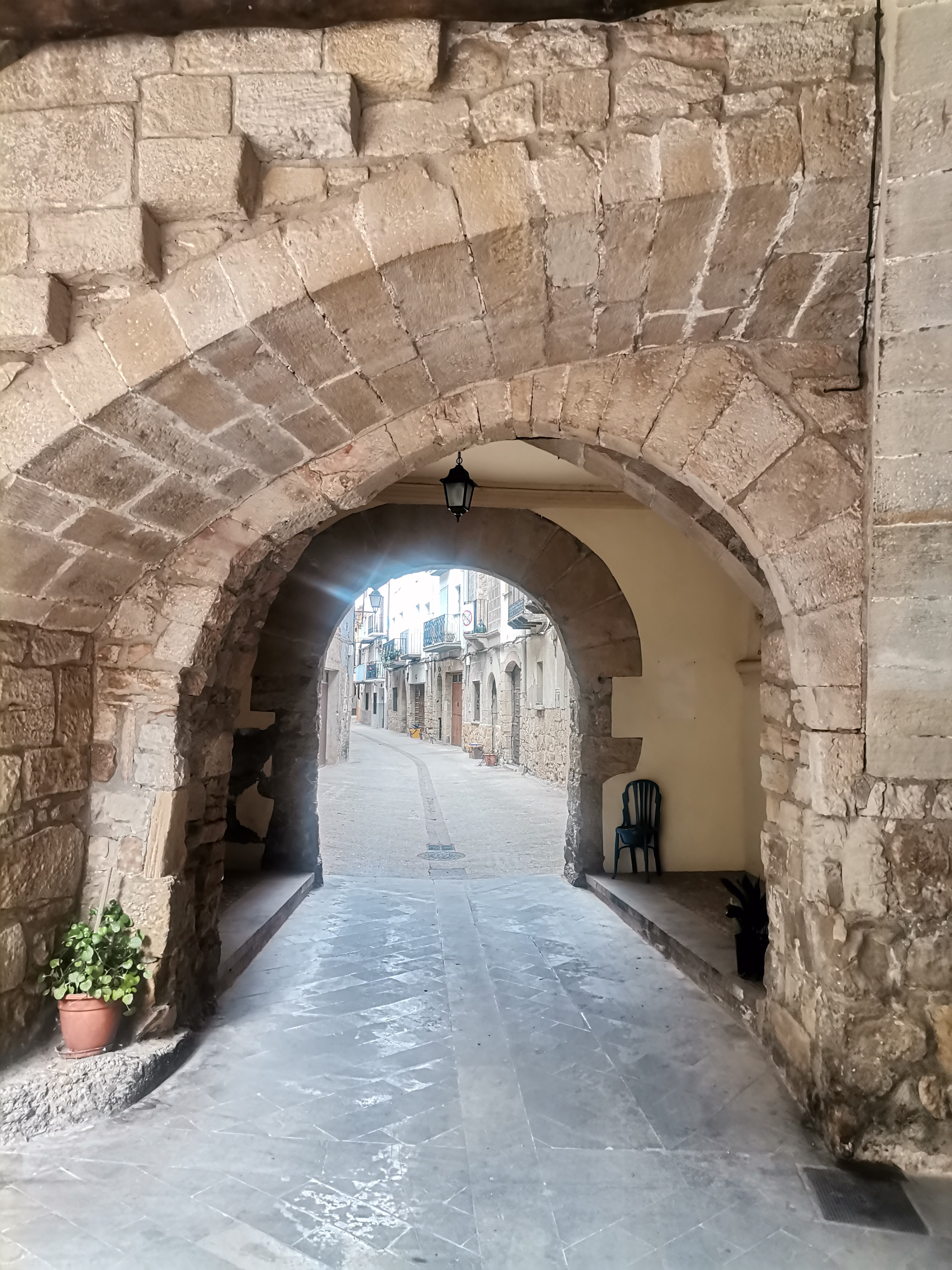
Pasadizo gótico en la calle San Roque

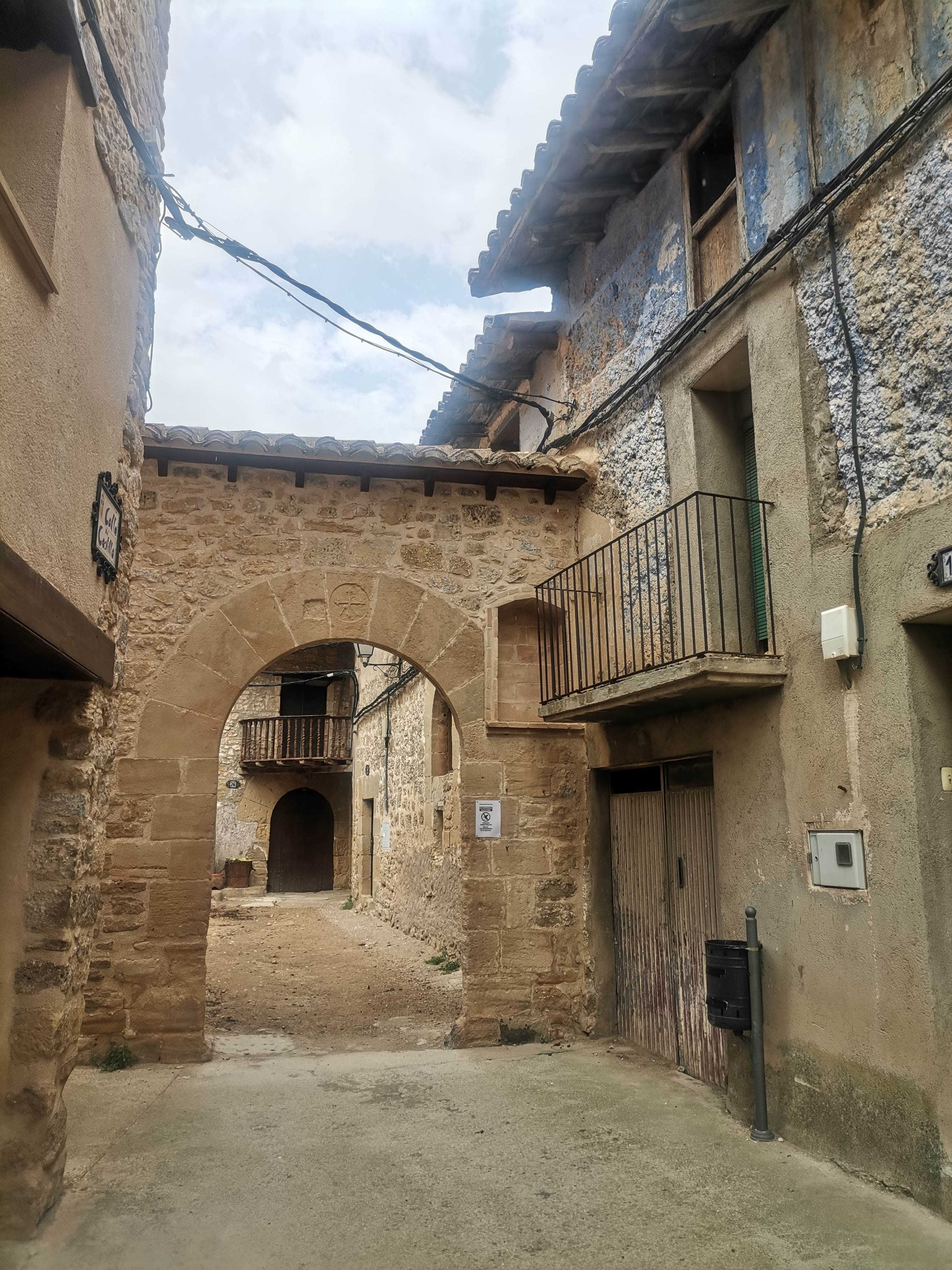
Portada restaurada del acceso al castillo calatravo

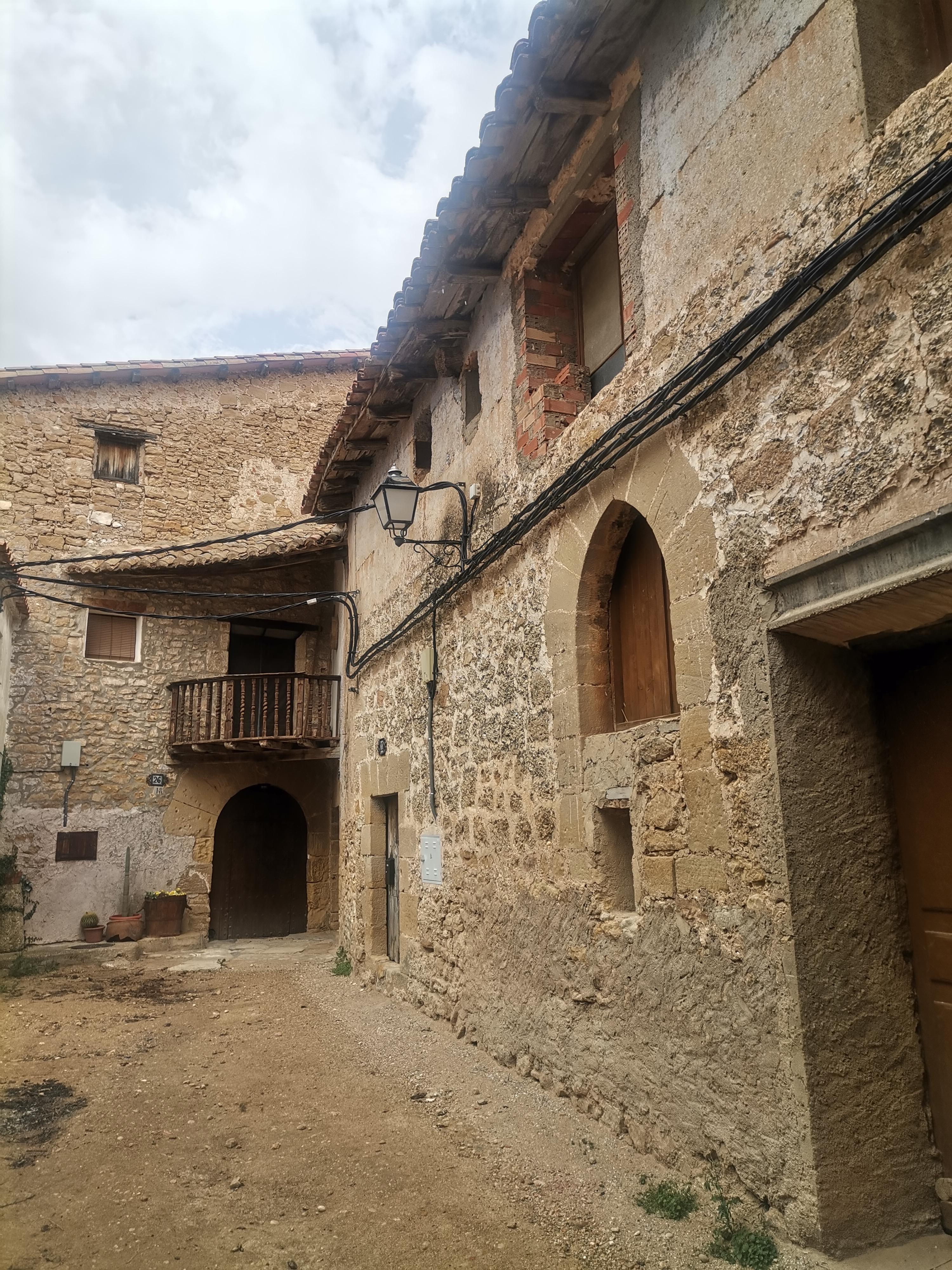
Patio restaurado del antiguo castillo calatravo

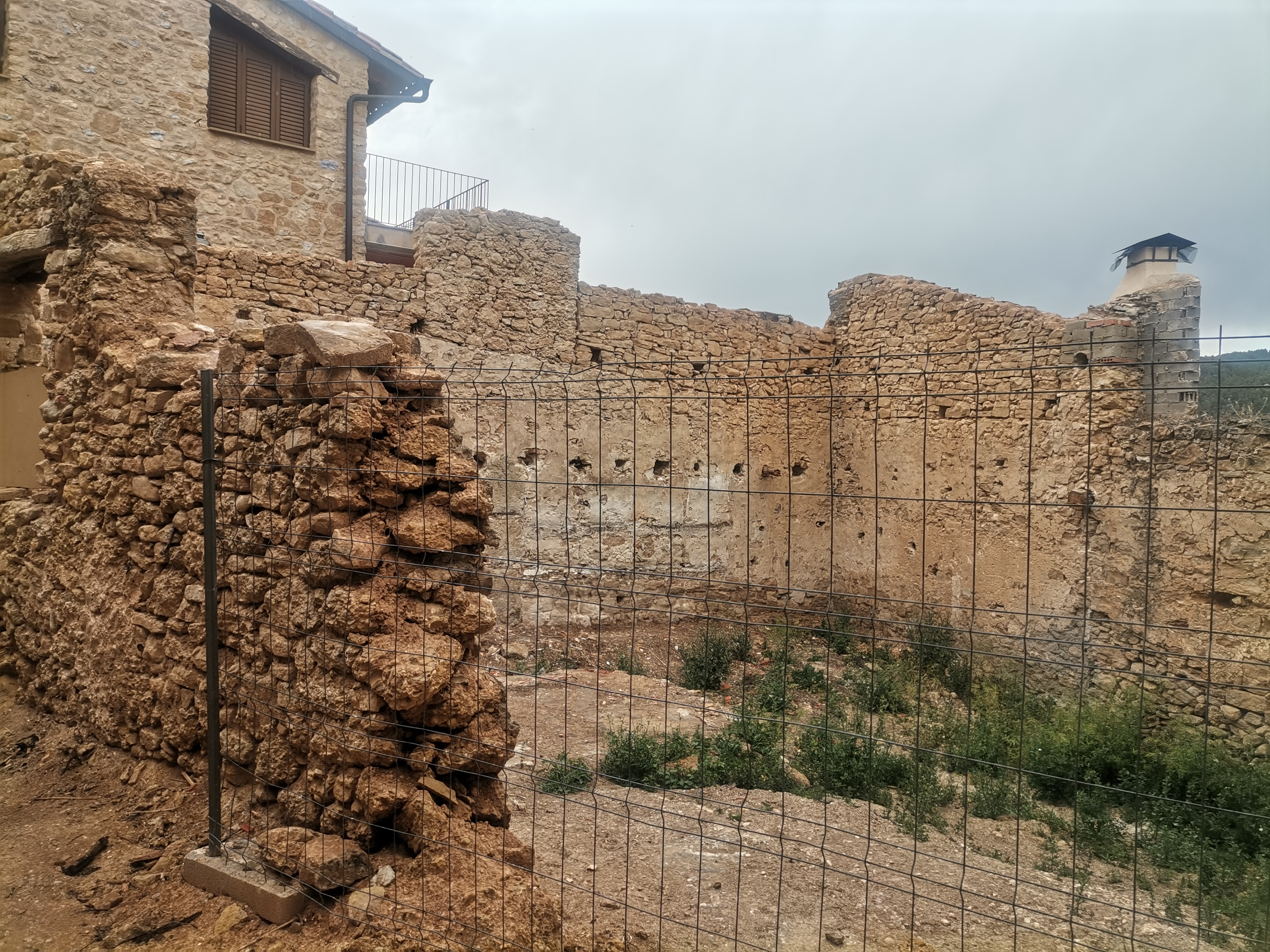
Lo que resta de la muralla del castillo calatravo

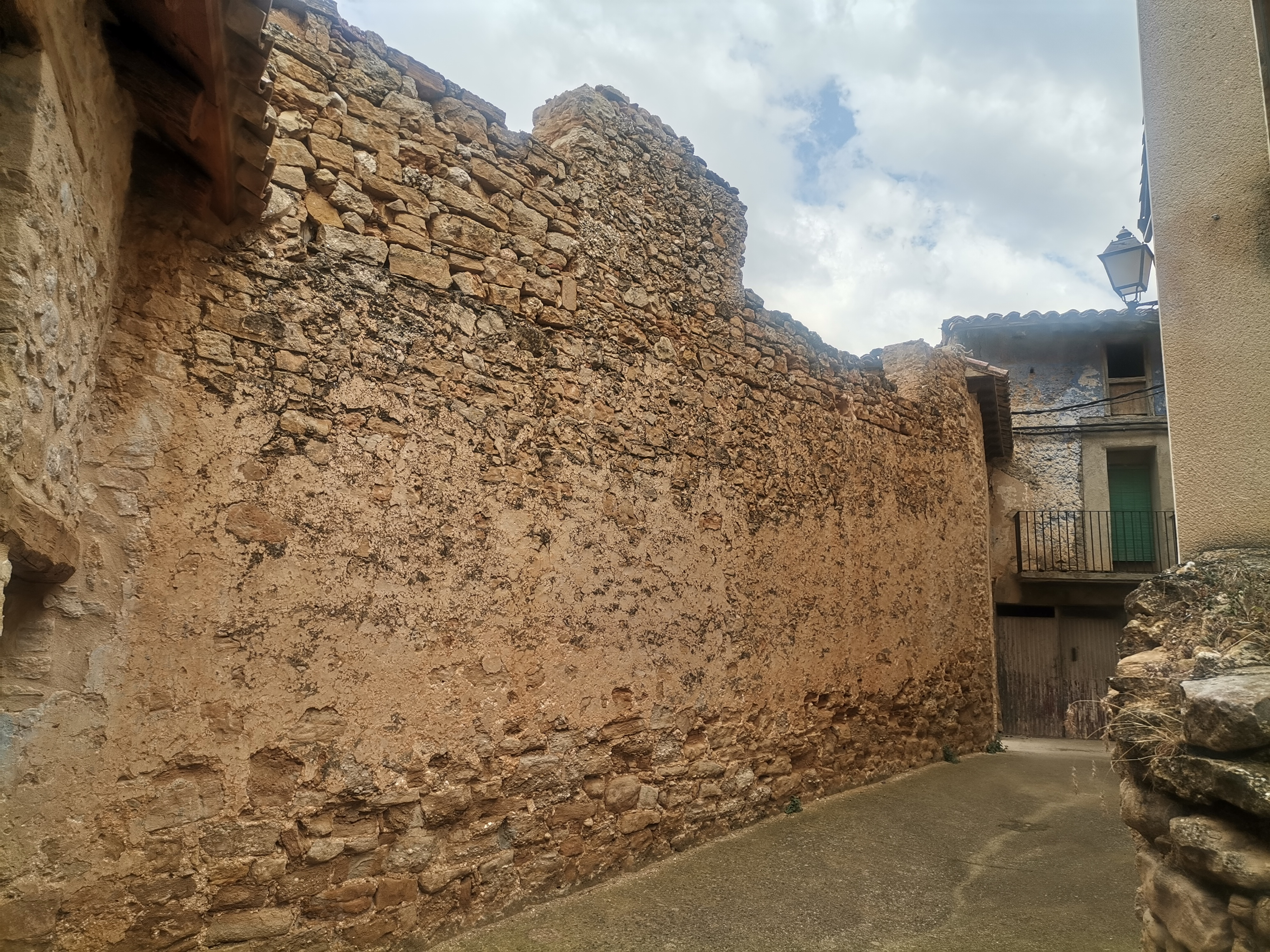
Muralla del castillo calatravo

Ráfales es una villa y municipio del Matarraña declarada conjunto histórico artístico. 
Asentado sobre la cresta de una colina rocosa, a 627 metros de altitud, en la cuenca del río Tastavins. El pueblo de planta triangular, con sus fuertes puertas y porches, constituye un ejemplo del urbanismo medieval hispano. 
Su iglesia parroquial del siglo XIV, dedicada a la Virgen de la Asunción, se levanta en un lateral de la plaza Mayor. Los rafelsinos la llaman coloquialmente la Assumpta. La iglesia fue declarada bien de interés cultural en 1983. Se edificó en el mismo lugar que ocupó la anterior iglesia, tal y como confirman los hallazgos realizados durante la consolidación del pavimento, bajo el cual se hallaron decenas de tumbas medievales. En la cornisa exterior, bajo el alero, se pueden contemplar canecillos esculpidos con esculturas de variadas figuras (una rana, un Bafomet, etc.), que pregonan la acción de algún maestro de obras que trabajó en este templo. En el lado meridional, existe una piedra bien esculpida con la estrella de Occitania, probablemente extraída de la tumba de un cátaro muerto en Ráfales. En la población se pueden ver unos cuantos portales del siglo XVII. En la otra punta del pueblo se ubica el antiguo castillo de la Orden de Calatrava, muy modificado, del que quedan restos de la muralla, fachada y edificación hoy reutilizada como vivienda local.
Ráfales es un pueblo que, por su ubicación, sobre un acantilado fluvial, y su singularidad espacial, acompañado por un recinto amurallado, debió de transmitir mucha seguridad a algunas familias de occitanos durante el siglo XIII; los apellidos de determinadas familias actuales pregonan un posible origen occitano. Se dice que el jardín botánico que tiene la población, frente al Molino del Hereu, es una iniciativa de tiempos medievales para cultivar plantas aromáticas según la tradición occitana.
El Diccionario geográfico-estadístico-histórico de España y sus posesiones de Ultramar, de Pascual Madoz,Madoz, tomo XIII, página 358, describe Ráfales, como sigue:

RAFALES: villa con ayuntamiento en la provincia de Teruel (17 leg.),
partido judicial de Valderrobres (1), audiencia territorial, diócesis de Zaragoza y capitanía general de Aragón. situada en terreno muy quebrado al Oeste de
la cabeza del partido; el clima es templado y sano. Se compone do unas 200 casas, la del ayuntamiento, una escuela de instrucción primaria, un pósito y un hospital para pobres enfermos: escelentes aguas para el consumo de los vecinos; una iglesia
parroquial (La Asunta), servida por un cura de segundo ascenso y de provisión ordinaria; una ermita dedicada á San Rafael,
situada en un montecillo inmediato al pueblo, y un cementerio. Confina el término por el N. con el de Fornoles; E. Valderobles; S. y O. la Cerollora; corre por él un arroyo con cuyas
aguas se riegan varios trozos de tierra , yendo las restantes al Matarraña. El terreno es muy quebrado y peñascoso,
con algunas cañadas de tierra de cultivo. Los caminos son de herradura y conducen a los pueblos limítrofes. El correo
se recibe de Valderobles dos veces en la semana. Producción: trigo, maiz , judias, aceite , vino y seda; hay algún ganado
lanar y caza menor. Industria: la agrícola y varios telares ordinarios de lienzos. Población: 204 vecinos, 815 almas. Riqueza imponible.-
56,611 reales.
Esta villa fue hecha encomienda de la Orden de Calatrava, parando últimamente en el Patrimonio Real. El caudillo carlista Cabrera, atacó por dos veces en Rafales á un destacamento de urbanos de Alcoy, el año 1835, siendo ambas rechazado sin resultado de consideración. Es patria de D. Rafael Anglés eclesiástico benemérito y muy instruido en la
música; fue organista de la catedral de Valencia, y tan sobresalienle en su facultad, que D. Félix Lasala en su biblioteca aragonesa , lo creyó digno de que su memoria figurase
en los fastos de Aragón; compuso varias obras de iglesia que no se han publicado.

Ermita San Rafael
Ermita dedicada a San Rafael es una construcción del siglo XVIII con un porche y columnas.
Maqueta de barco
La maqueta reproduce un barco de guerra de 3,9 metros de longitud y 3,1 metros de alto.

## Demografía
Ráfales cuenta con una población de 149 habitantes (INE 2024).
| Gráfica de evolución demográfica de Ráfales entre 1842 y 2021                                                       |
| |
| Población de derecho según los censos de población del INE Población de hecho según los censos de población del INE |

## Economía
La principal fuente económica es la agricultura, teniendo el olivo y el almendro como ejemplos más importantes. El pueblo resplandece especialmente en verano, gracias a las segundas residencias de tortosinos, barceloneses, etc., que van a pasar allí sus vacaciones.
La deuda viva municipal por habitante en 2014 ascendía a 626,76 €. En el año 2019, no había deuda alguna.

## Administración y política
| Elecciones municipales del 28 de mayo de 2023 |       |         |            |
| Partido                                       | Votos | %       | Concejales |
| PAR                                           | 57    | 57,00 % | 4          |
| A. Existe                                     | 36    | 36,00 % | 1          |
| CHA                                           | 10    | 10,00 % | 0          |
| PP                                            | 9     | 9,00 %  | 0          |

| Período   | Alcalde               | Partido |  |
| --------- | --------------------- | ------- |  |
| 1979-1983 | Amado Jarque Serret   | UCD     |  |
| 1983-1987 |                       |         |  |
| 1987-1991 |                       |         |  |
| 1991-1995 | Rafael Villar Gil     | PAR     |  |
| 1995-1999 | Rafael Villar Gil     | PAR     |  |
| 1999-2003 | Fernando Cavero López | PAR     |  |
| 2003-2007 | Fernando Cavero López | PAR     |  |
| 2007-2011 | Fernando Cavero López | PAR     |  |
| 2011-2015 | Fernando Cavero López | PAR     |  |
| 2015-2019 | Fernando Cavero López | PAR     |  |
| 2019-2023 | José Ramón Arrufat    | PAR     |  |
| 2023-     | José Ramón Arrufat    | PAR     |  |

| Partido político    | Partido político               | 2003   | 2007   | 2011   | 2015   | 2019   | 2023   |
| Partido político    | Partido político               | Ediles | Ediles | Ediles | Ediles | Ediles | Ediles |
|                     | Partido Aragonés (PAR)         | 5      | 5      | 5      | 5      | —      | 4      |
|                     | Partido Popular de Aragón (PP) | —      | —      | —      | —      | —      | —      |
|                     | Chunta Aragonesista (CHA)      | —      | —      | —      | —      | —      | —      |
|                     | Aragón Existe                  | —      | —      | —      | —      | —      | 1      |
| Total de concejales | Total de concejales            | 5      | 5      | 5      | 5      | 5      | 5      |

## Fiestas
- San Antón. Celebración: el sábado más próximo al 17 de enero.
- Santa Águeda. Celebración: el sábado más próximo al 5 de febrero. Las mujeres del pueblo celebran la fiesta con una comida popular, y varias actividades. Por la tarde chocolatada para todos los vecinos.
- Fiestas patronales. Se celebran el segundo domingo de agosto. Una semana de fiestas en honor a San Rafael.
- San Rafael. Patrón de Ráfales. Celebración: el sábado más próximo al 24 de octubre. Romería y comida popular en las inmediaciones de la ermita de San Rafael.